# Tasaday

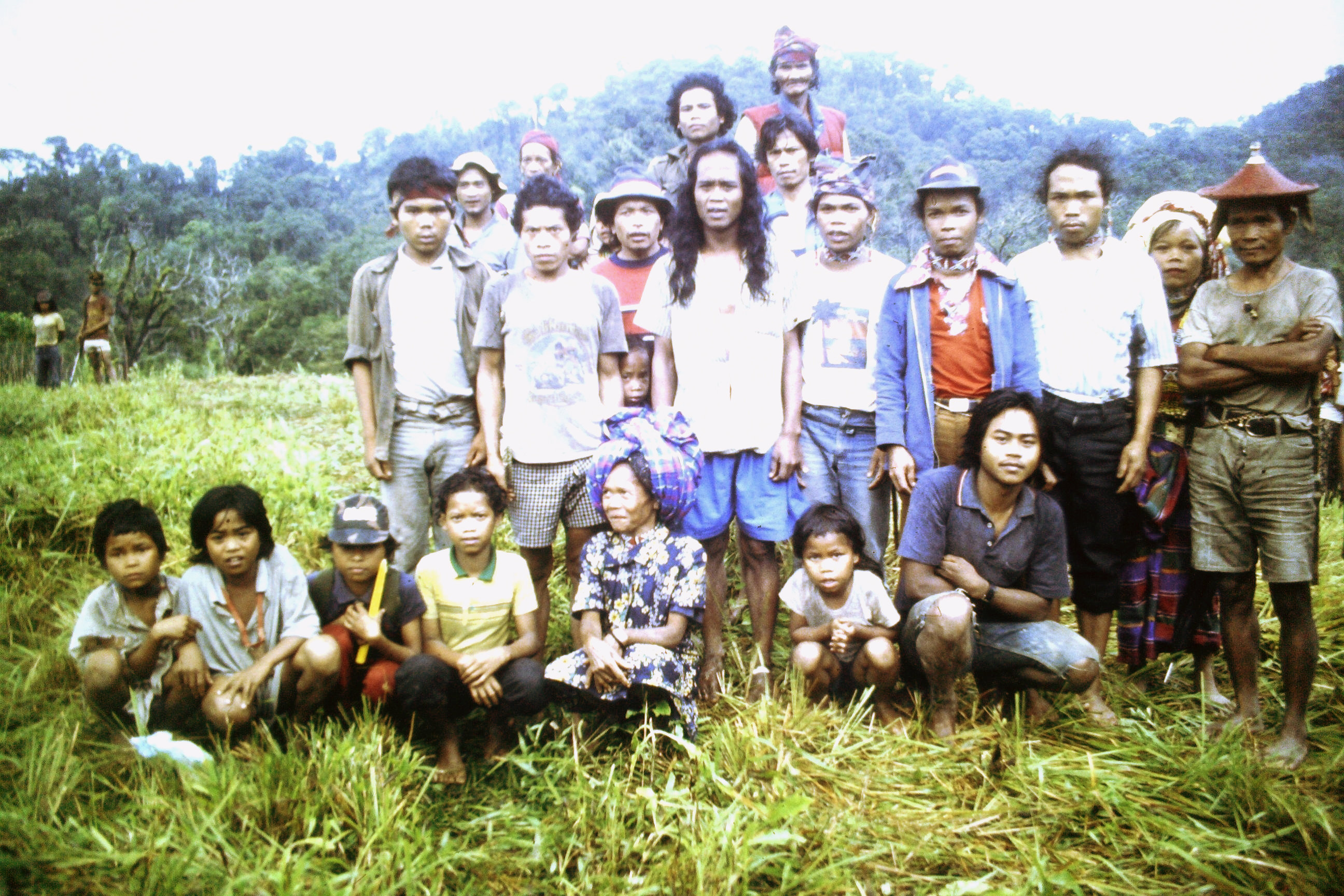
Tasaday.

Tasaday är en grupp individer som 1971 upptäcktes på ön Mindanao i Filippinerna. Det anmärkningsvärda med denna grupp när de upptäcktes av filippinska antropologer i den mer isolerade delen av regnskogen, var att dessa individer i modern tid fortfarande levde på stenåldersnivå.